# 노스페이스

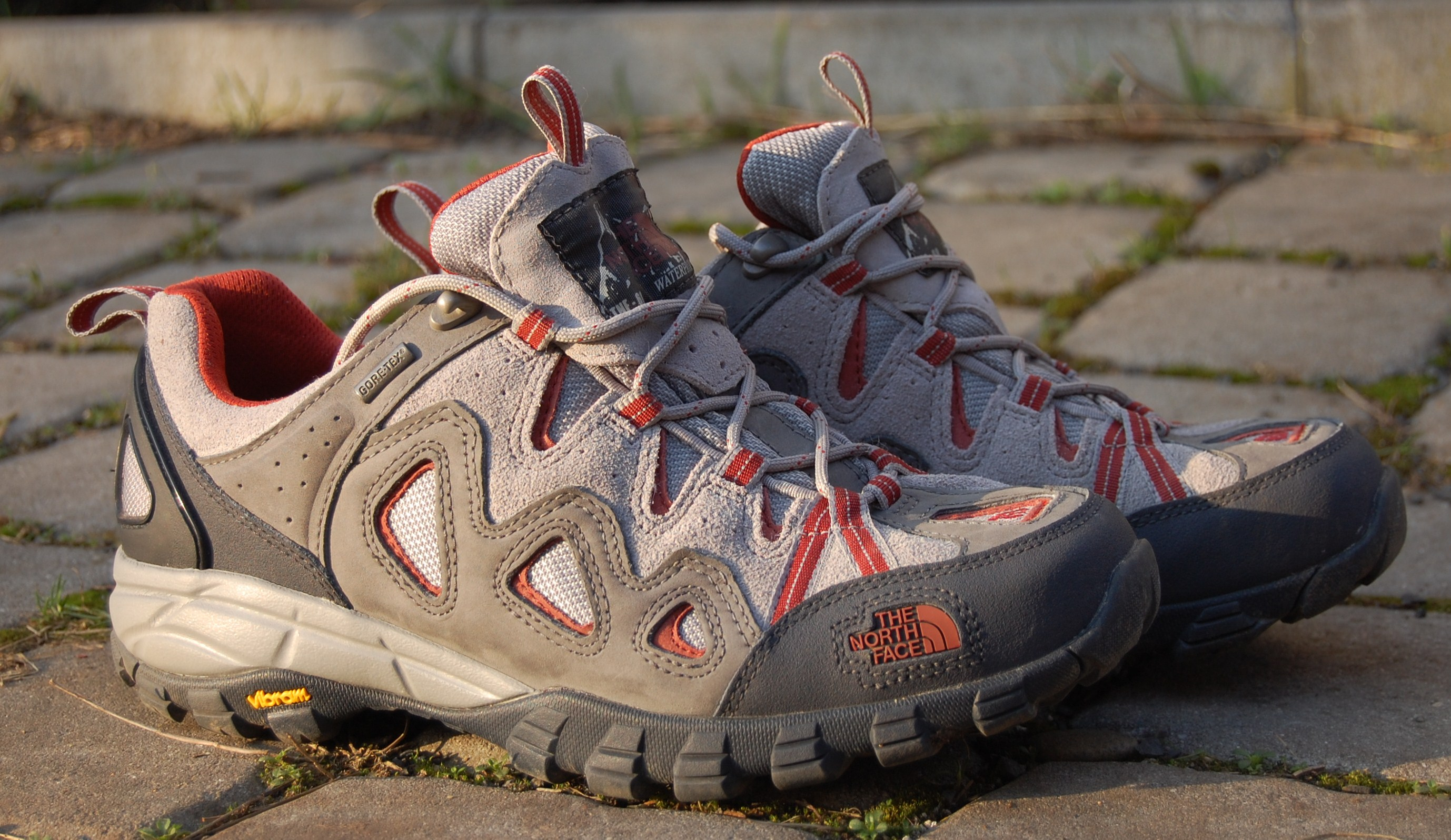
노스페이스 하이킹 신발

더 노스페이스 주식회사(영어: The North Face, Inc.)은 미국의 아웃도어 제품 회사이다.

## 역사
1966년 샌프란시스코에서 더글러스 톰킨스와 케네스 합 클롭이 'The North Face'라는 장비 소매점을 개점했을 때 시작되었다.

### 한국 진출 및 전개
1997년 (주)영원아웃도어(대표 만70세 성기학)가 대한민국에 노스페이스 브랜드를 들여왔다.

## 위키백과에서 광고 조작
2019년 5월, 노스페이스 브라질은 마케팅 대행사인 Leo Burnett Worldwide를 통해서, 검색 엔진에 좋은 검색 결과가 나오도록 위키백과의 문서의 사진을 노스페이스 상표를 붙인 사진으로 조작했다. 이러한 결과로 위키미디어 재단은 비판 성명을 발표했고, 다양한 매체에서 비판했다. 노스페이스는 이 조작에 대해 사과했다. 그리고 중단했고, 제품 간접 광고 사진을 되돌렸다.